# Safia focillatrix
Safia focillatrix là một loài bướm đêm trong họ Noctuidae.